# Ichneumon bicinctus
Ichneumon bicinctus es una especie de insecto del género Ichneumon de la familia Ichneumonidae del orden Hymenoptera.

## Historia
Fue descrita científicamente por primera vez en el año 1775 por Fuesslin.